# Seznam slovenských hráčů v NHL v sezóně 1985/1986
Seznam slovenských hráčů v NHL v sezóně 1985/1986 uvádí slovenské hokejisty, kteří v této sezóně hráli za některý tým v kanadsko-americké NHL.

| Tým                 | Věk | Hráč             | Post | Počet zápasů ZČ | Branky ZČ | Asistence ZČ | Body ZČ | Počet zápasů v play off | Branky v play off | Asistence v play off | Body v play off |
| ------------------- | --- | ---------------- | ---- | --------------- | --------- | ------------ | ------- | ----------------------- | ----------------- | -------------------- | --------------- |
| Quebec Nordiques    | 29  | Peter Šťastný    | F    | 76              | 41        | 81           | 122     | 3                       | 0                 | 1                    | 1               |
| Quebec Nordiques    | 26  | Anton Šťastný    | F    | 74              | 31        | 43           | 74      | 3                       | 1                 | 1                    | 2               |
| Toronto Maple Leafs | 32  | Marián Šťastný   | F    | 70              | 23        | 30           | 53      | 3                       | 0                 | 0                    | 0               |
| Toronto Maple Leafs | 28  | Peter Ihnačák    | F    | 63              | 18        | 27           | 45      | 10                      | 2                 | 3                    | 5               |
| Toronto Maple Leafs | 23  | Miroslav Ihnačák | F    | 21              | 2         | 4            | 6       | Ne                      |                   |                      |                 |

- F = Útočník